# Christian Grindheim
Christian Grindheim, född 17 juli 1983, är en norsk fotbollsspelare (mittfältare) som spelar för FK Haugesund i Tippeligaen. Han har spelat mer än 50 landskamper för det norska landslaget.